# كريستيان عمر دياز
كريستيان عمر دياز (بالإسبانية: Cristian Omar Díaz)‏ (3 نوفمبر 1986 بسان ميغيل دي توكومان في الأرجنتين - ) هو لاعب كرة قدم أرجنتيني في مركز الهجوم. لعب مع شلوسك فروتسلاو ونادي ديبورتيفو سان خوسي ونادي ريال بوتوسي ونادي فاساس وديبورتيفو مورون ‏ وBoca Unidos ‏ وGimnasia y Esgrima de Concepción del Uruguay ‏ وسنترال نورتيه ‏.

## وصلات خارجية
- كريستيان عمر دياز على موقع قاعدة بيانات كرة القدم.إي يو (الإنجليزية)
- كريستيان عمر دياز على موقع Soccerway.com (الإنجليزية)
- كريستيان عمر دياز على موقع عالم كرة القدم.نت (الإنجليزية)
- كريستيان عمر دياز على موقع AS.com (الإسبانية)